# Plaza Barria
La Plaza Barria o Plaza Nueva (Plaça Nova) de Bilbao és una plaça monumental d'estil neoclàssic, construïda el 1821. El seu nom prové de la prèviament existent Plaça Vella al mateix lloc. La plaça és envoltada d'edificis amb porxades, conegudes com a cuevas. L'edifici principal era la seu del govern de Biscaia, fins que es construí un nou palau el 1890. La plaça conté actualment la seu de l'Euskaltzaindia, la Reial Acadèmia de la llengua basca.
Als porxos hi ha moltes tavernes i restaurants tradicionals, alguns dels més típics i antics de la ciutat, i algunes botigues de regals i souvenirs. Cada diumenge, a la plaça s'hi estableix un mercat, on es venen llibres antics, monedes, postals, ocells i flors. A la plaça hi ha també actuacions populars, festivals i concerts. El Grand Slam Masters Final, un dels millors torneigs d'escacs del món, es va celebrar en aquesta plaça, a l'interior d'una macroestructura de vidre, els anys 2008 i 2009. Des de 2008, l'ajuntament fa d'ISP proveint accés gratuït a internet via Wi-Fi a la plaça.